# Mussy-sur-Seine
 Mussy-sur-Seine  es una población y comuna francesa, en la región de Champaña-Ardenas, departamento de Aube, en el distrito de Troyes y cantón de Mussy-sur-Seine.

## Demografía
| 1351 | 1429 | 1682 | 1684 | 1481 | 1277 |
| Para los censos de 1962 a 1999 la población legal corresponde a la población sin duplicidades (Fuente: INSEE [Consultar]) |      |      |      |      |      |